# Best. Absolute. Perfect
『Best. Absolute. Perfect』は、韓国の男性アイドルグループ・B.A.Pの日本で初となる1枚目のオリジナル・アルバムである。2016年3月30日に発売された。

## 概要
- 日本で初となるアルバム。

## 発売形態
- 数量限定盤（CD + 48ページPhotobook + MATOKI Leather Bracelet）
  - 規格: KICS-93125
- Type-A（CD+DVD）
  - 規格: KIZC-263～4
- Type-B（CD）
  - 規格: KICS-3126

## 仕様
- トレーディングカード1種ランダム封入（全7種）
- 抽選券1種ランダム封入（全13種）
- 個別ハイタッチ会参加券　メンバー別全6種
- 個別サイン会参加券　メンバー別全6種
- プレゼント応募抽選券　1種

上記の13種の中にいずれか1種ランダム封入されている。

## 収録曲
CD
| #   | タイトル                  | 作詞 | 作曲 |
| --- | ------------------------- | ---- | ---- |
| 1.  | 「NEW WORLD」             |      |      |
| 2.  | 「KINGDOM」               |      |      |
| 3.  | 「BACK IN TIME」          |      |      |
| 4.  | 「EXCUSE ME」             |      |      |
| 5.  | 「HURRICANE」             |      |      |
| 6.  | 「COFFEE SHOP」           |      |      |
| 7.  | 「ONE SHOT」              |      |      |
| 8.  | 「HAJIMA -ハジマ-」       |      |      |
| 9.  | 「CRASH -JAPANESE ver.-」 |      |      |
| 10. | 「DANCING IN THE RAIN」   |      |      |
| 11. | 「NO MERCY」              |      |      |
| 12. | 「POWER」                 |      |      |
| 13. | 「WARRIOR」               |      |      |

〈Type-A〉
DVD
1. “KINGDOM”MUSIC VIDEO
2. MAKING & INTERVIEW OF“B.A.P KINGDOM”

## 楽曲について
- NEW WORLD
  - 日本オリジナルの曲
- KINGDOM
  - 日本オリジナルの曲
- BACK IN TIME
  - 日本オリジナルの曲